# Elexis AG
Die Elexis AG (eigene Schreibweise: elexis), bis 1998 Elexis Elektroholding GmbH, ist ein deutsches Maschinenbauunternehmen, das sich auf Fertigungsautomatisierung, Antriebstechnik und Qualitätskontrolle spezialisiert. Ihr Sitz ist in der Gemeinde Wenden bei Olpe (bis 2003 Frankfurt am Main). Elexis ist mit eigenen Fertigungs- und Vertriebsstandorten sowie Handelsvertretungen weltweit präsent. Die Elexis AG ist eine hundertprozentige Tochtergesellschaft der SMS group GmbH.

## Unternehmensstruktur

### Management
Alexander Heck und Ingo Koesfeld bilden den Vorstand der Elexis AG. Torsten Heising ist Vorsitzender des Aufsichtsrats. Die Elexis AG fungiert als Management-Holding. Die EMG Automation GmbH und die BST GmbH mit ihren jeweiligen Tochtergesellschaften sowie die Nyquist Systems GmbH und die Mesacon Messtechnik GmbH führen das operative Geschäft aus. SMS ist direkter Alleingesellschafter der Elexis AG. Die SMS group GmbH wiederum ist eine hundertprozentige Tochtergesellschaft der SMS Holding GmbH, welche ihren Sitz in Hilchenbach hat.

### Standorte
Neben der Zentrale in Wenden, wo sowohl die Elexis AG als auch die EMG Automation GmbH ihren Sitz haben, führt das Unternehmen weitere Standorte in Deutschland in Bielefeld (BST GmbH), Dresden (Mesacon Messtechnik GmbH), Landsberg am Lech (Nyquist Systems GmbH) sowie Oschersleben (EMG Automation GmbH) und international Tochtergesellschaften:
- EMG USA Inc.
- EMG Automation (Beijing) Ltd.
- EMG Automation India Private Ltd.
- EMH Eletromecânica e Hidráulica Ltda. / BST Latina
- BST North America Inc.
- BST eltromat Japan Ltd.
- BST eltromat International (Shanghai) Co., Ltd.
- BST Eltromat South East Asia Co., Ltd.
- BST eltromat India Pvt Ltd.
- BST Eltromat France
- BST Eltromat Istanbul Kontrol Sistemleri Ticaret Ltd. Şti
- BST eltromat Italia s.r.l.
- BST ibérica Barcelona S.L[10]

## Unternehmenstätigkeiten

### Geschäftsbereiche
Die der Elexis AG untergeordneten Gesellschaften sind in den folgenden Geschäftsbereichen tätig: Fertigungsautomatisierung, Stahl und Druck sowie Herstellung und Vertrieb von servotechnischen Regelungssystemen zur Führung und Steuerung von Warenbahnen im Metallbereich. Eingebunden werden qualitätssichernde Systeme zur Überwachung der Materialqualität, insbesondere der Oberflächenbeschaffenheit.

### Produkte
Die Unternehmen der Elexis AG fokussieren sich auf die Entwicklung und Lieferung von Automatisierungs- und Qualitätssicherungslösungen für Produktionsprozesse. Diese wurden für eine Vielzahl von Märkten konzipiert, darunter die Abfallindustrie, Aluminiumindustrie, Automobilindustrie, Druckindustrie, Extrusion, Gebäudeautomation, Häfen, Holzindustrie, Kraftwerke, Logistik, New energy, Nonwoven, Reifenindustrie und die Rohstoffgewinnung. Dazu entwickelt die Gruppe Basis- und Schlüsseltechnologien in den Bereichen Band- / Bahnlaufregelungen, Qualitätssichernde Systeme und Antriebstechnik.
Elexis betreibt vor allem die Entwicklung, Konstruktion, Bearbeitung, Montage, Programmierung und Inbetriebnahme komplexer Automationsanlagen für die Steuerung von Metallbändern und Warenbahnen durch Produktionsanlagen. Dazu gehört auch die Systemintegration von Spritzgießmaschinen, Spritzgießwerkzeugen und Peripheriesystemen zur Qualitätskontrolle. Im Bereich der Metallindustrie bilden das berührungslose Messen von Zugfestigkeit und Streckgrenze (IMPOC) und Rauheitsparametern (SORM 3plus) sowie die magnetische Bandstabilisierung (eMASS) die technologische Basis der Produkte für Qualitätssichernde Systeme. Dieser Bereich wurde ausgebaut und bietet Produkte zur Online-Dickenmessung (EMG iTiM) sowie zur Breiten- bzw. Streifenbreitenmessung und Erkennung von Kantenrissen und Löchern (EMG iCAM) sowie Geometrievermessung (EMG iSCAN) an. Im Bereich der Nicht-Metallindustrie bietet Elexis qualitätssichernde Systeme für bedruckte Warenbahnen sowie die Zellfertigung. Die Bremslüftermarken ELDRO und ELHY von Elexis werden seit über 90 Jahren im Bremsengeschäft eingesetzt.

## Geschichte
1996 wurden im Zuge der Abwicklung der AEG neun ehemalige Unternehmen der AEG ausgegliedert und an die Elexis Elektroholding GmbH verkauft. Grund für die Ausgliederung waren Zweifel des Daimler-Konzerns, die Gesellschaften mit Erfolg innerhalb des Konzerns weiterführen zu können.

### Ausgliederung aus der AEG 1996
Die in Elexis – ein Kunstname, der auf Elektrik und Systeme hinweisen soll – zusammengeführten Unternehmen waren im In- und Ausland tätig und in fünf Geschäftsfelder unterteilt: Servotechnik, Industrielle Elektrowärme, Spezialtechnologie, Antriebssysteme und Starkstrom. Zwischen Elexis und den neun Unternehmen bestanden keine Beherrschungs- und Gewinnabführungsverträge. Eigentümerin der Holding war die britische Investmentgesellschaft für Eigenkapitalfonds Doughty Hanson. Sie hielt 75 Prozent der Anteile, 25 Prozent lagen bei 40 Führungskräften der Elexis. Günther Koch wurde im selben Jahr Finanzgeschäftsführer der neuen „mittelständischen“ AEG-Gesellschaften. 1997 stieß Walter Münnich als zweiter geschäftsführender Gesellschafter in der Funktion als Vorsitzender dazu.
Unter den ersten neun Unternehmen der Elexis Elektroholding GmbH befanden sich die AEG Kondensatoren und Wandler GmbH (Berlin), AEG Fábrica de Motores S.A. (Terrassa/Spanien), AEG Sensortechnik GmbH (Weinheim), AEG Vibrationstechnik GmbH (Aviteq Vibrationstechnik GmbH) (Frankfurt), AEG Intermas GmbH (Mörfelden-Walldorf), AEG Elotherm GmbH (Remscheid), BST Servo-Technik GmbH (BST GmbH in Bielefeld), EGM Automation GmbH (Wenden), Lloyd Dynamowerk GmbH (Bremen) sowie die Schorch Elektrische Maschinen und Antriebe GmbH (Mönchengladbach).

### Unternehmensumwandlung 1996–1999
1996, im ersten Geschäftsjahr, setzte Elexis 668 Millionen DM um. Auf dem Weg zur Börsenreife hat Elexis die fünf Geschäftsbereiche in den ersten zwei Jahren mit einem Aufwand von 47 Millionen DM umstrukturiert. Die Produktivitätsfortschritte hatten dazu geführt, dass die Gruppe Ende April 1997 erstmals ein ausgeglichenes Ergebnis erreicht hatte. 1997 erwirtschaftete die Elexis Elektroholding GmbH einen Umsatz von 700 Millionen DM. Von den ursprünglich übernommenen rund 3800 Mitarbeitern waren 1998 noch knapp 2670 beschäftigt. Elexis war zu diesem Zeitpunkt mit Standorten oder Werken in mehreren europäischen Ländern, in den USA, in Brasilien, Japan, Südkorea und Indien vertreten. 45 Prozent des Umsatzes wurden im Ausland erzielt.
Im Juli 1998 wurde auf der Gesellschafterversammlung beschlossen, dass die Elexis Elektroholding GmbH zur Elexis AG umgewandelt werden sollte, um den Börsengang im selben Jahr vorzubereiten. Als Vorstandsmitglieder sollten die bisherigen Geschäftsführer Münnich sowie Koch bestellt werden. Aufgrund der anhaltenden Kursschwankungen an der Börse verschob sich der Börsengang jedoch. In der Zwischenzeit ging Ende 1998 die AEG Kondensatoren und Wandler GmbH in eine von Führungskräften der GmbH in Berlin gegründete Beteiligungsgesellschaft über.
1999 wurde die Elexis AG im Mai an die Frankfurter Wertpapierbörse gebracht. Die Aktien der AG wurden zu Börsenbeginn zu je 7 Euro ausgegeben. Die Elexis AG schloss das Jahr mit einem Gesamtumsatz von 520 Millionen DM ab und Doughty Hanson beendete ihre zeitlich befristete Beteiligung mit der Veräußerung ihrer Restbeteiligung an dem Unternehmen. Es folgte der Erwerb von Hekuma im Jahre 2000. Das übernommene Unternehmen erzielte 1999 mit 119 Mitarbeitern einen Umsatz von 51 Millionen DM.

### Unternehmenskrise und Sanierung 2001–2003
2001 verließen Münnich und Koch das Unternehmen, Willi B. Loose übernahm dafür im Oktober desselben Jahres. Die AEG Elotherm GmbH meldete im November 2001 Insolvenz an, wurde aber in den Geschäftsbereichen Erwärmen/Rühren, Härten und Rohr-/Bandsondertechnik von der SMS group übernommen. 2002 wurde überdies die AEG Sensortechnik veräußert. Infolge der nachlassenden Konjunktur, der negativen Kursentwicklungen von 2001 und 2002 sowie einem schlecht strukturierten Portfolio infolge glückloser Akquisitionen geriet die AG 2003 in finanzielle Schwierigkeiten.
In Reaktion auf die negativen Entwicklungen verlegte die Elexis AG 2003 den Firmensitz von Frankfurt nach Wenden bei Olpe, um so Einsparungen zu erzielen. Gleichzeitig erfolgte im selben Jahr eine Umorientierung des Geschäftsmodells mit dem Fokus auf bestimmte Geschäftsfelder, unter anderem Stahl/Druck.

### Trendwende und Finanzkrise 2003–2010
Die Umstrukturierung führte die Aktie der Elexis AG wieder in die Gewinnzone. In den ersten neun Monaten 2004 steigerte sich der Gewinn nach Zinsen und Steuern auf 3,4 Millionen Euro. Gleichzeitig wuchs das Geschäft mit High-Tech-Produktionslösungen etwa für die Kunststoffindustrie. Im Zeitraum von Dezember 2004 bis September 2011 war die Aktie der Elexis AG im SDAX der Deutschen Börse notiert. Der positive Trend des Unternehmens hielt bis zur Finanzkrise an. Das Unternehmen konnte sich jedoch der Rezession der Branche nicht entziehen und sah sich mit einem Kurseinbruch konfrontiert. Aufgrund steigender Geschäfte in Amerika und in den BRICS-Staaten konnte dieser Entwicklung aber ab der zweiten Hälfte 2010 wieder entgegengesteuert werden. 2010 setzte die Elexis AG mit knapp 750 Beschäftigten 137 Millionen Euro um.

### Übernahme und Delisting vom Aktienmarkt 2011–2016
Im Juni 2011 machte der auf Werkstofftechnik spezialisierte Anlagenbauer SMS Group über die SMS GmbH ein öffentliches Übernahmeangebot für die Elexis AG. Der Familienkonzern gab erstmals in seiner Geschichte ein Angebot für ein börsennotiertes Unternehmen ab. Die beiden Gruppen verband bereits eine längere Zusammenarbeit sowie die Tatsache, dass SMS 2001 einige Geschäftsbereiche der Elotherm GmbH übernommen hatte. Im Juli sicherte sich die SMS GmbH erfolgreich eine qualifizierte Mehrheit an über 85 Prozent der Aktien der Elexis AG, welche bis Mai 2012 auf über 90 Prozent ausgebaut wurden.
Im Juni 2014 verkündete die Elexis AG den Widerruf des Antrages zur Zulassung der Aktien der Elexis AG an der Frankfurter Wertpapierbörse und zog sich somit aus dem Regulierten Markt (General Standard) zurück. Mit dem Antrag reagierte die Elexis AG auf das erheblich verringerte Handelsvolumen der Elexis-Aktien und machte von der durch den BGH im Oktober 2013 geschaffenen Möglichkeit Gebrauch, den Widerruf der Zulassung der Aktien zum Handel im Regulierten Markt auf Betreiben der Gesellschaft ohne vorherigen Hauptversammlungsbeschluss oder Erwerbsangebot an die Aktionäre durchzuführen. 2016 wurden sämtliche Aktien der Elexis AG auf die bisherige Hauptaktionärin SMS GmbH übertragen.
Im Juli 2014 übernahm BST eltromat International Leopoldshöhe GmbH, ein hundertprozentiges Tochterunternehmen der Elexis AG, die Eltromat GmbH. Beide Unternehmen schlossen sich zusammen und firmierten zunächst unter dem Namen BST Eltromat. In der Folge änderte sich der Name des Unternehmens zu BST GmbH. Beide Firmen waren auf dem Markt der Qualitätssicherungssysteme für die Druckindustrie tätig.

### Geschäftsentwicklung während der COVID-19-Pandemie
Seit 2016 setzt die Elexis AG strategisch auf den Ausbau globaler Wachstumsmärkte, in denen sie bereits die Innovations- und Marktführerschaft erreicht hat. Zusatzaufträge kamen aus der vliesstoffverarbeitenden Industrie im Zusammenhang mit der Produktion von Schutzmasken und medizinischer Schutzkleidung. Ebenso gab es in der ersten Jahreshälfte 2020 coronabedingt eine deutlich erhöhte Anfragetätigkeit für Pipettenanlagen und Produkte im Bereich Folienverarbeitung.

## Ausbildung und regionales Engagement
Die BST und EMG bieten in ihren Betrieben verschiedene Ausbildungsmöglichkeiten sowie weiterführende duale Studiengänge an. Daneben gibt es bei der EMG Automation GmbH eine eigene Ausbildungswerkstatt, jährliche Auslandspraktika in Irland sowie regelmäßige Azubiveranstaltungen. Die EMG GmbH unterstützt überdies die regionale Ausbildung qualifizierter Fachkräfte, indem sie die Grundausbildung für rund 30 Fremdfirmen übernimmt, die dazu selbst nicht die Möglichkeit haben.
Seit 2020 organisieren die Auszubildenden der EMG die Weihnachtsaktion „Wir erfüllen Kinderwünsche“ für die Kinder des Josefshaus Olpe.